# Kabinet-George H.W. Bush
Het kabinet–George H.W. Bush was de uitvoerende macht van de Amerikaanse overheid van 20 januari 1989 tot 20 januari 1993. Vicepresident George H.W. Bush van de Republikeinse Partij, die twee termijnen had gediend onder president Ronald Reagan, werd gekozen als de 41e president van de Verenigde Staten na de presidentsverkiezingen van 1988 te hebben gewonnen van de kandidaat van de Democratische Partij, de zittend gouverneur van Massachusetts Michael Dukakis. Bush werd verslagen voor een tweede termijn in 1992 door de Democratische kandidaat de zittend gouverneur van Arkansas Bill Clinton.

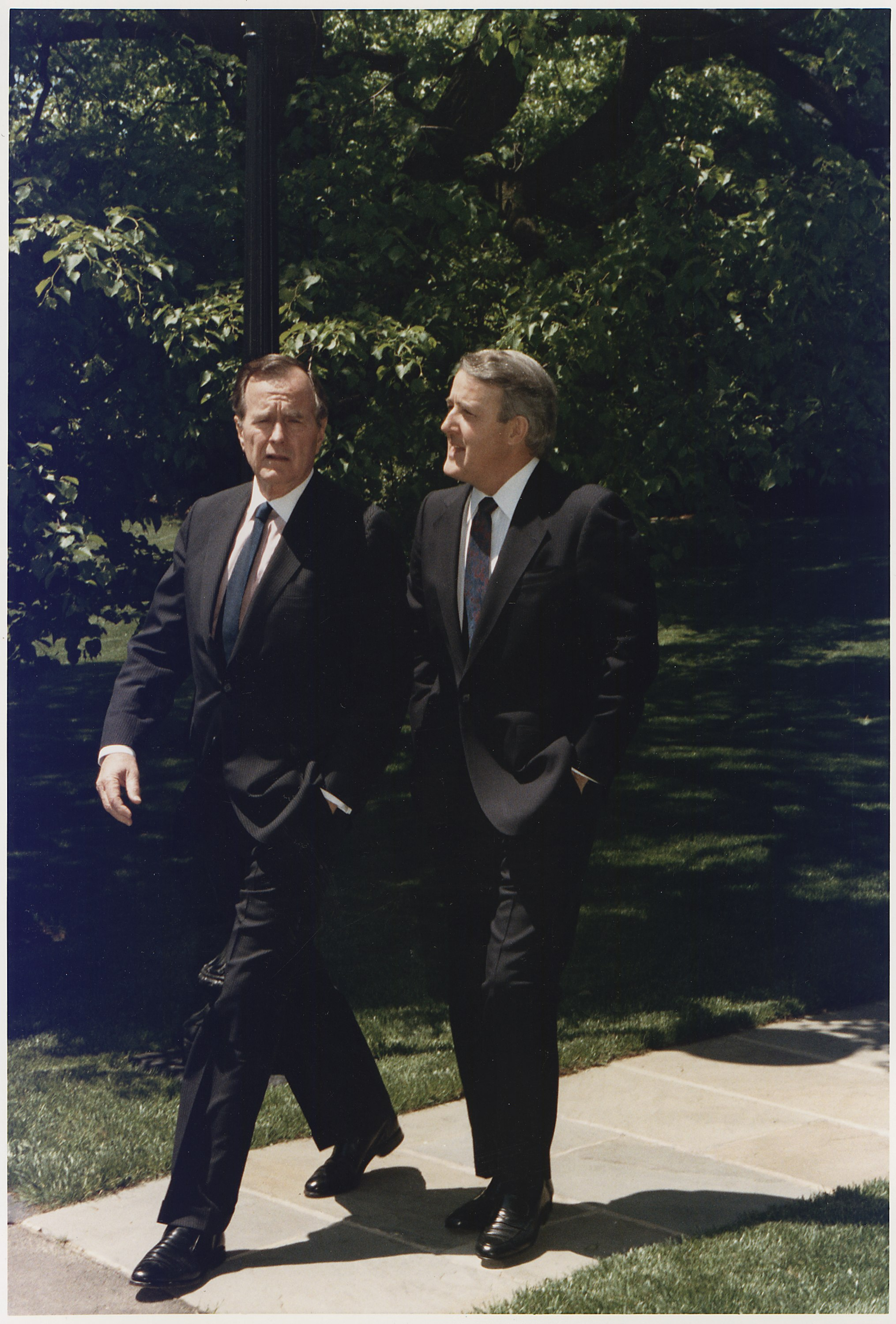
President George H.W. Bush en premier van Canada Brian Mulroney bij het Witte Huis op 4 mei 1989.

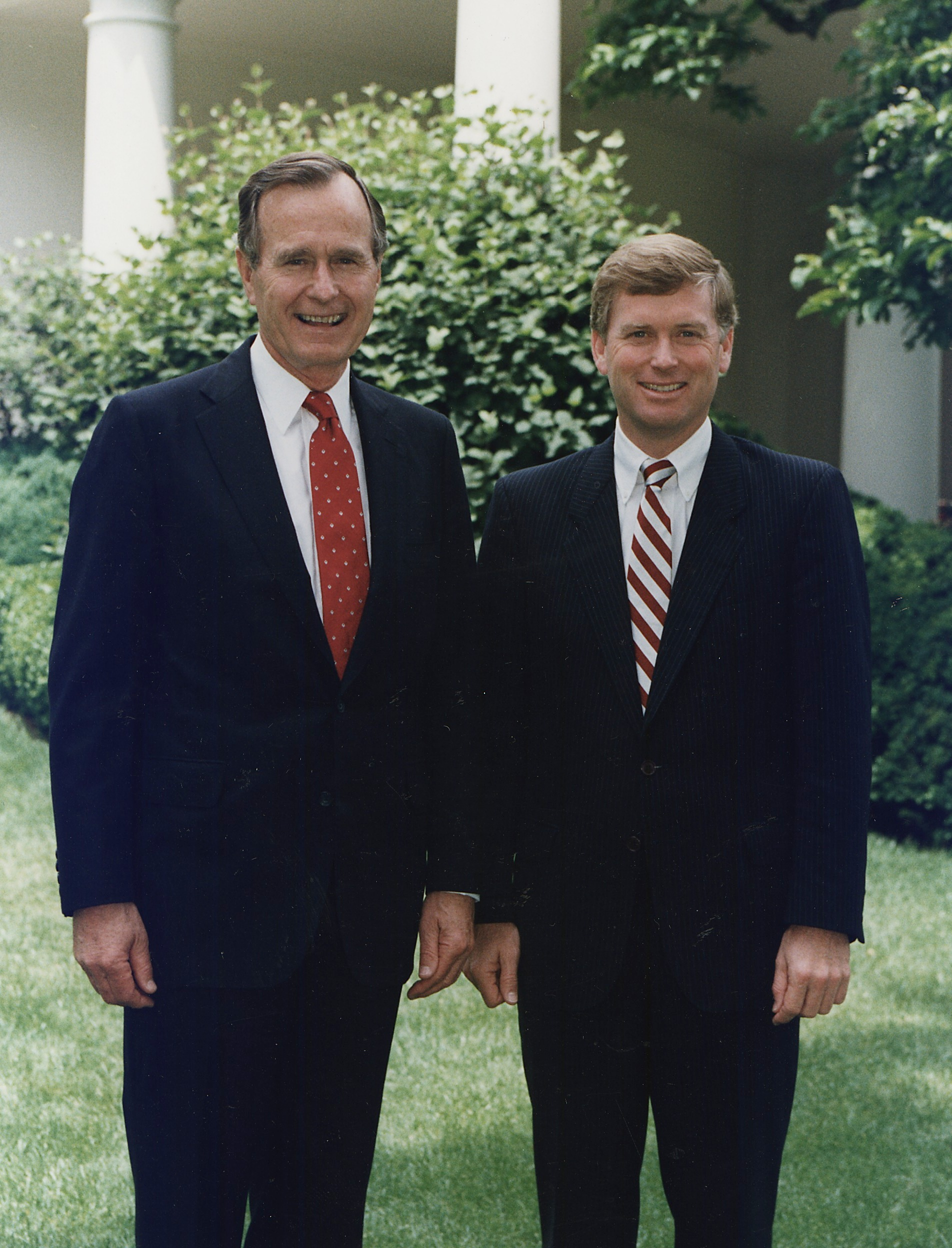
President George H.W. Bush en vicepresident Dan Quayle bij het Witte Huis op 8 juni 1989.

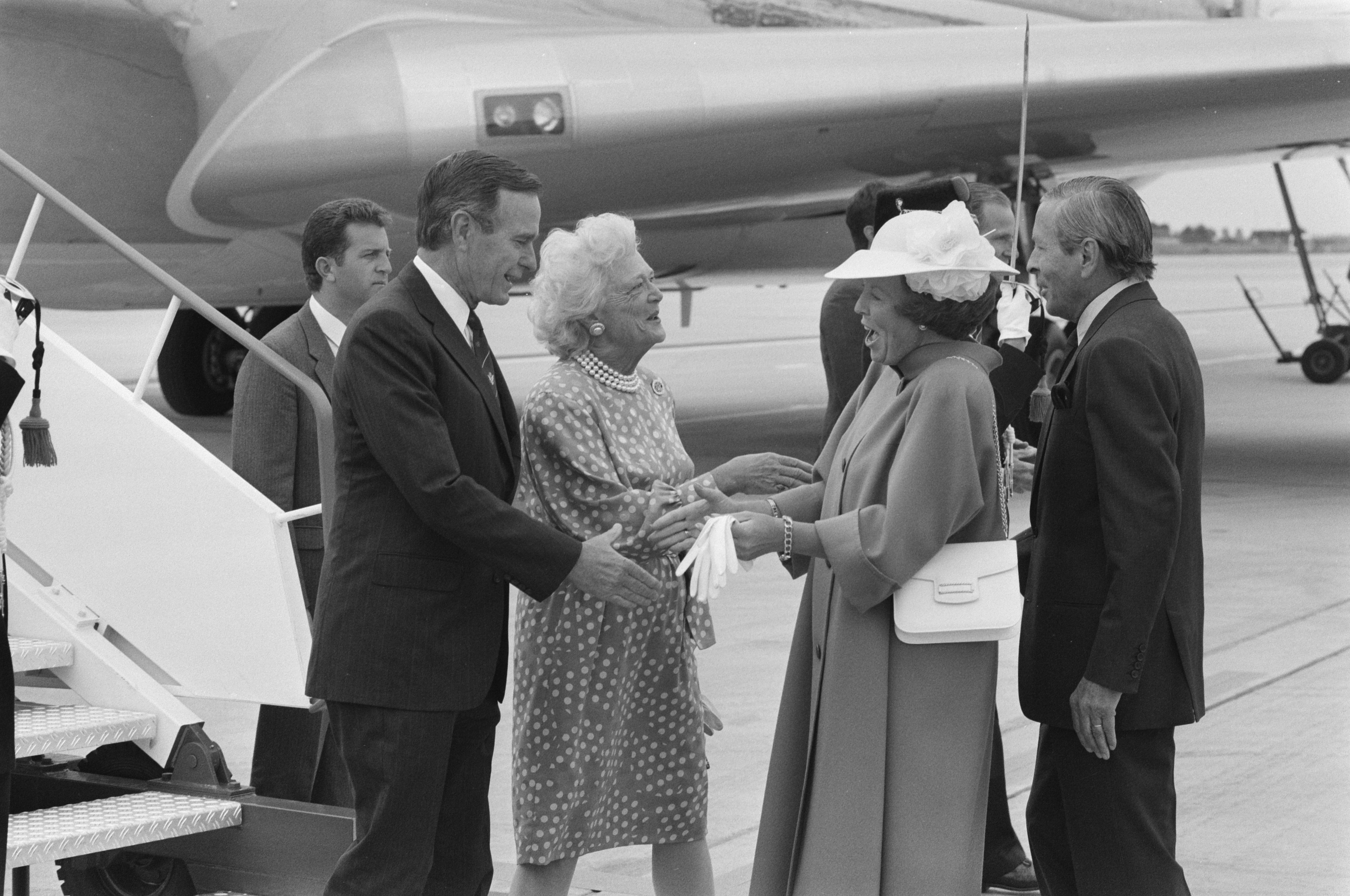
President George H.W. Bush en Koningin Beatrix op Luchthaven Schiphol op 17 juli 1989.

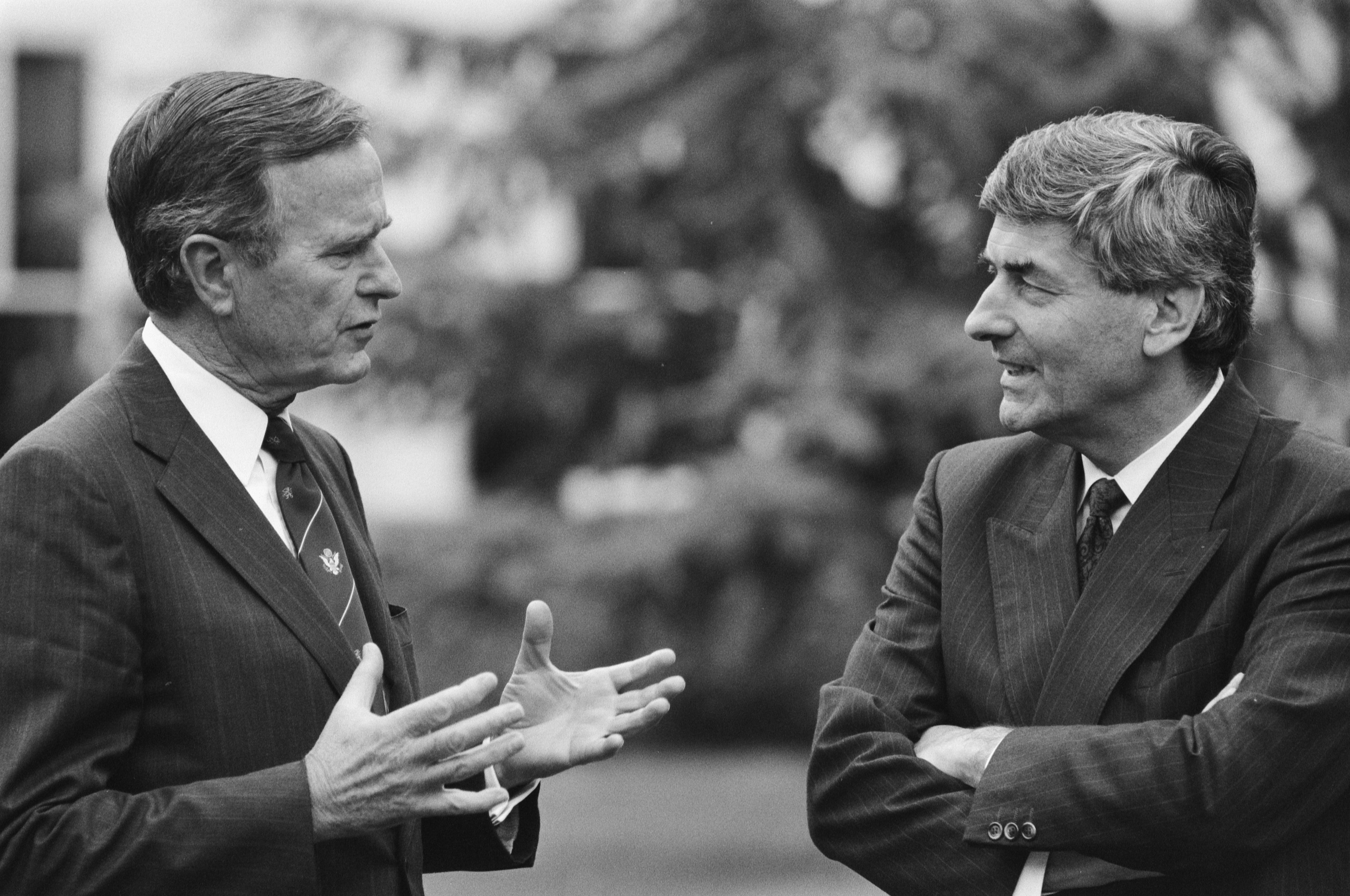
President George H.W. Bush en premier Ruud Lubbers bij het Catshuis op 17 juli 1989.

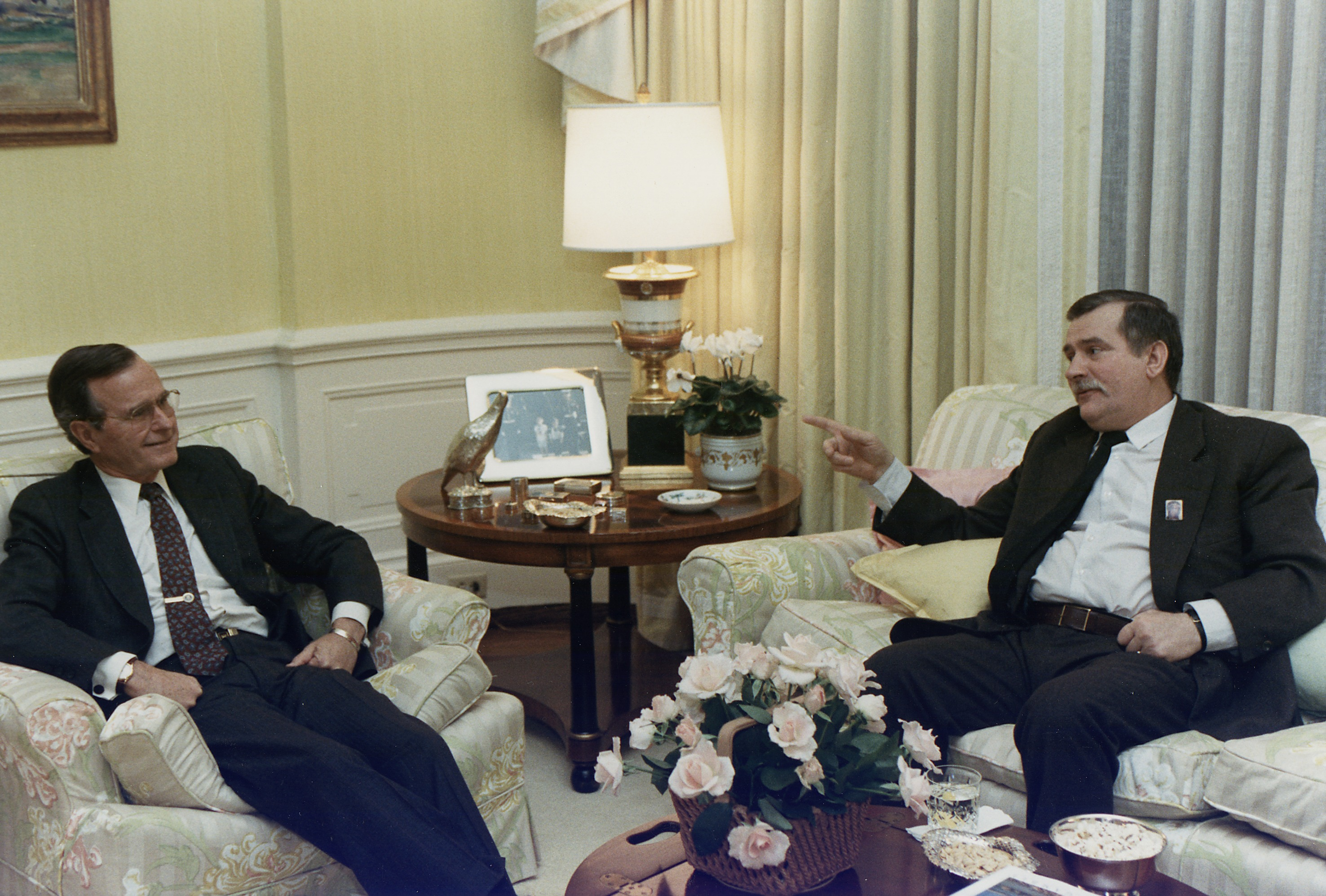
President George H.W. Bush en Poolse vakbondsleider Lech Wałęsa in het Witte Huis op 14 november 1989.

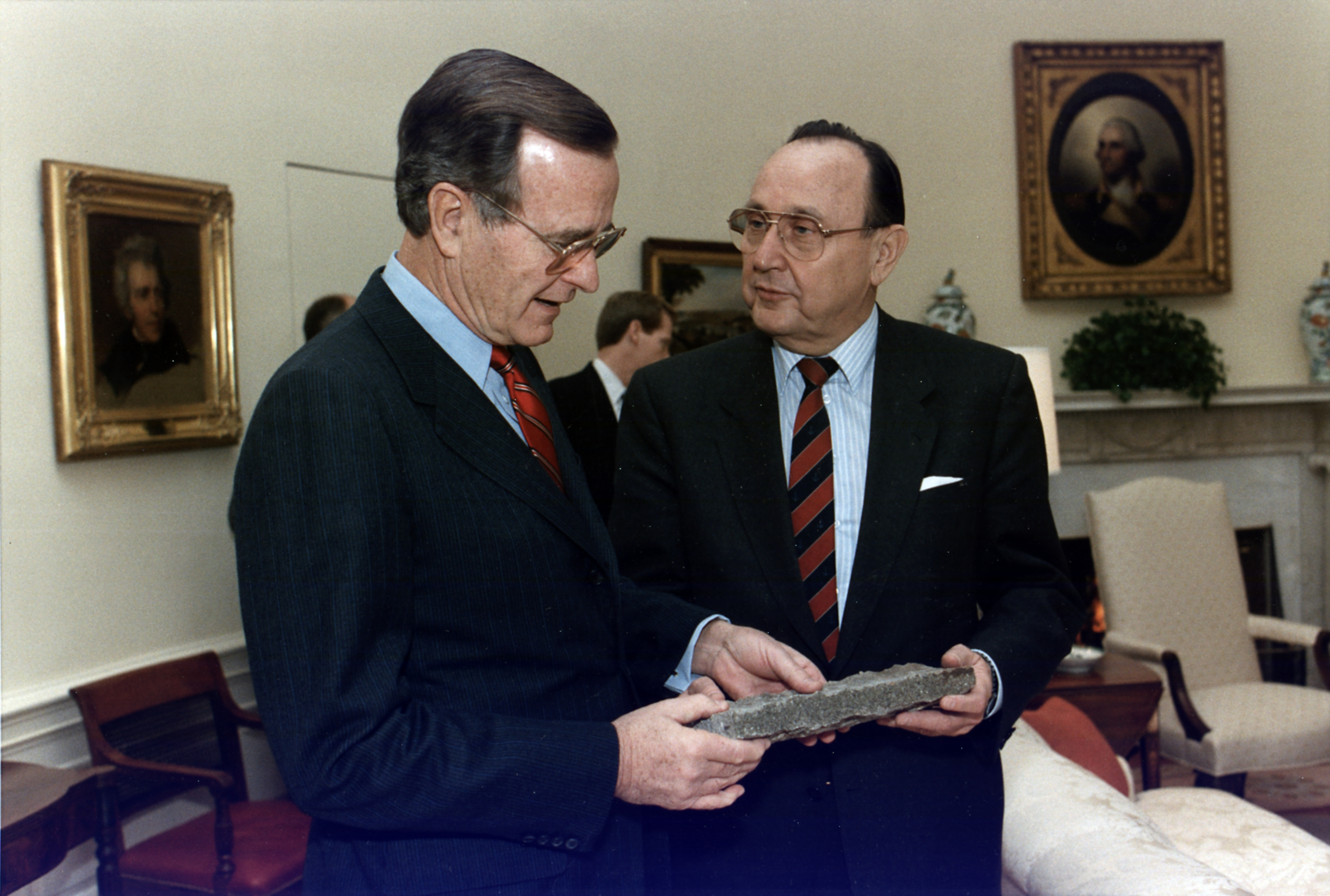
President George H.W. Bush en de West-Duitse minister van Buitenlandse Zaken Hans-Dietrich Genscher in de Oval Office tijdens bijeenkomst in het Witte Huis op 21 november 1989.

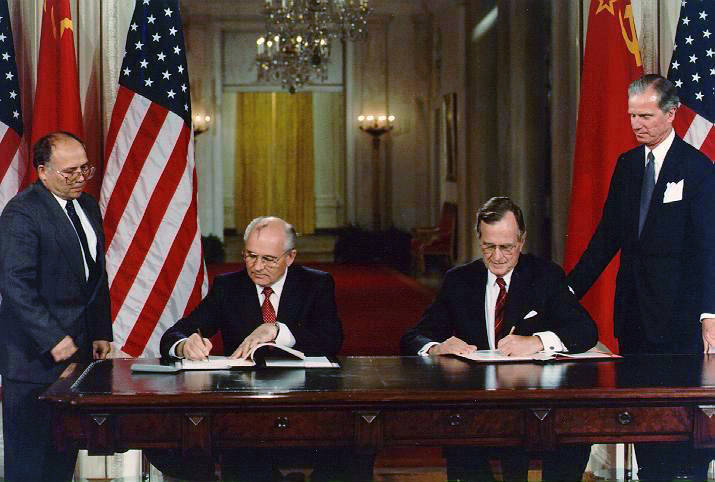
President van de Sovjet-Unie Michail Gorbatsjov, president George H.W. Bush en minister van Buitenlandse Zaken James Baker tijdens een bijeenkomst voor een akkoord voor de vermindering van kernwapens in het Witte Huis op 1 juni 1990.

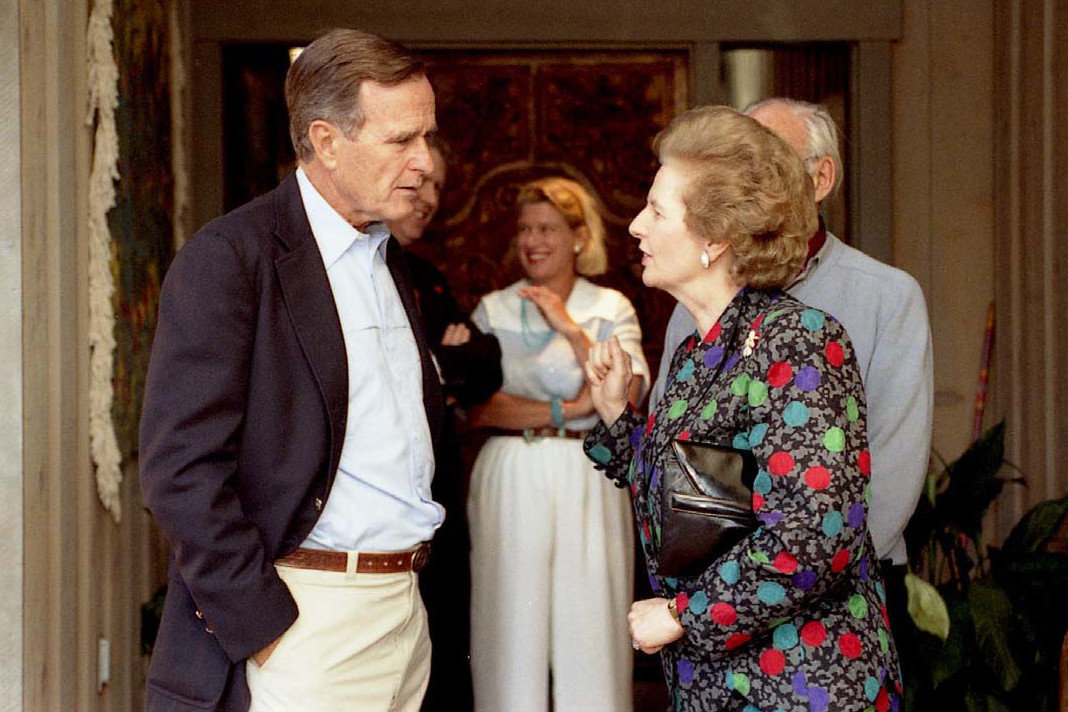
President George H.W. Bush en premier van het Verenigd Koninkrijk Margaret Thatcher tijdens bijeenkomst in Aspen op 2 augustus 1990.

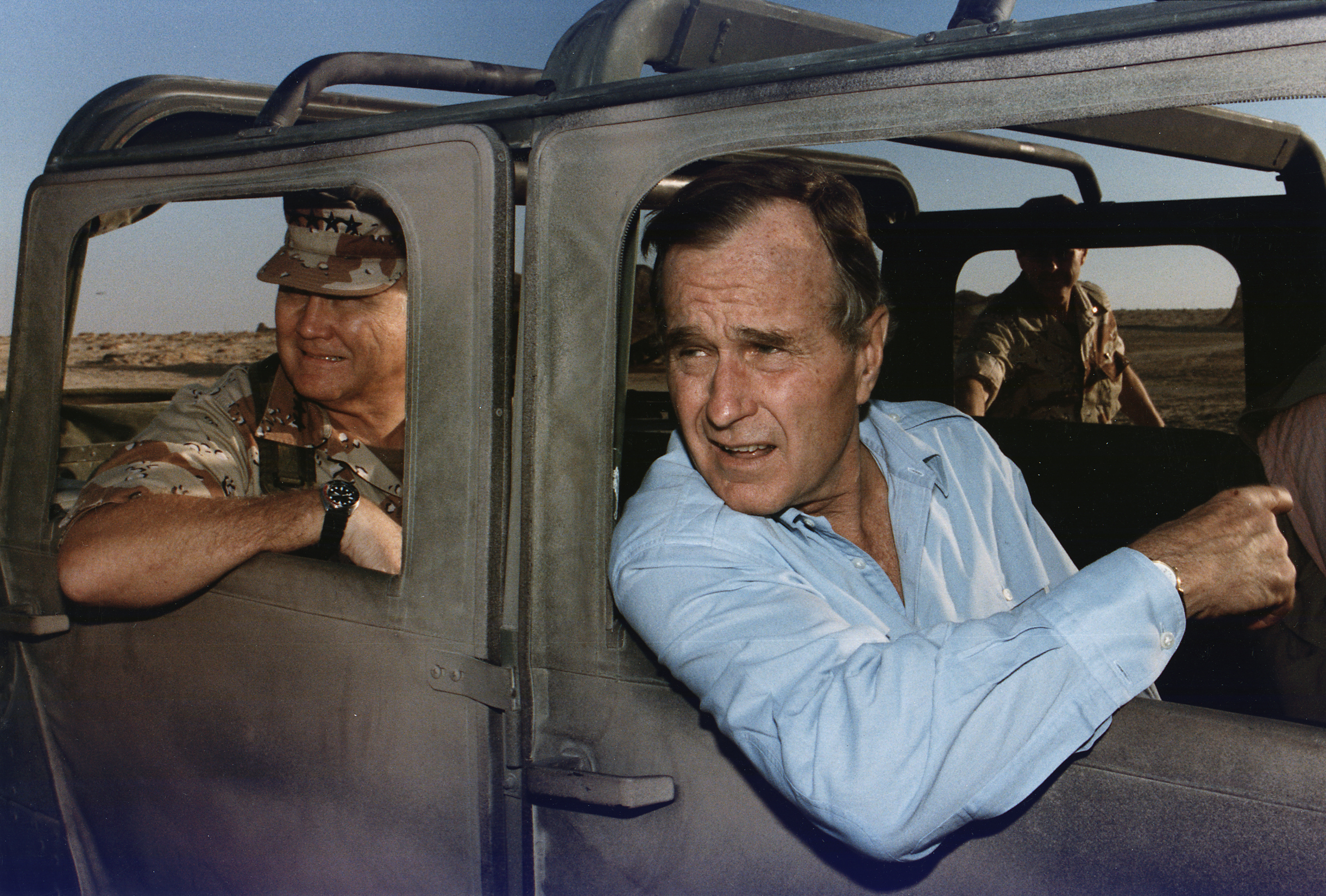
Generaal Norman Schwarzkopf jr. en president George H.W. Bush tijdens een bezoek aan troepen tijdens de Golfoorlog in Saudi Arabia op 22 november 1990.

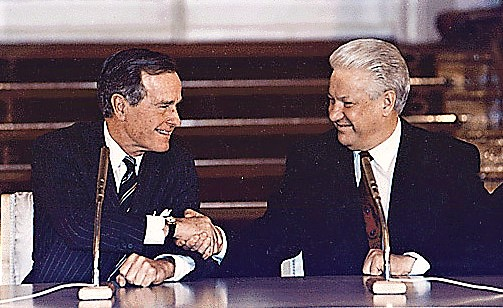
President George H.W. Bush en president van Rusland Boris Jeltsin tijdens een bezoek aan het Kremlin op 3 januari 1993.

| Nr.                  | Functie | Functie                                                  | Ambtsbekleder          | Ambtsbekleder                     | Ambtstermijn      | Ambtstermijn      | Partij |
| -------------------- | ------- | -------------------------------------------------------- | ---------------------- | --------------------------------- | ----------------- | ----------------- | ------ |
| 41                   |         | President van de Verenigde Staten                        | George H.W. Bush       | George H.W. Bush (1924–2018)      | 20 januari 1989   | 20 januari 1993   | R      |
| 44                   |         | Vicepresident van de Verenigde Staten                    | Dan Quayle             | Dan Quayle (1947)                 | 20 januari 1989   | 20 januari 1993   | R      |
| Kabinet              |         |                                                          |                        |                                   |                   |                   |        |
| Nr.                  | Functie | Functie                                                  | Ambtsbekleder          | Ambtsbekleder                     | Ambtstermijn      | Ambtstermijn      | Partij |
| 61                   |         | Minister van Buitenlandse Zaken                          | James Baker            | James Baker (1930)                | 20 januari 1989   | 23 augustus 1992  | R      |
| 62                   |         | Minister van Buitenlandse Zaken                          | Lawrence Eagleburger   | Lawrence Eagleburger (1930–2011)  | 23 augustus 1992  | 20 januari 1993   | R      |
| 68                   |         | Minister van Financiën                                   | Nicholas Brady         | Nicholas Brady (1930)             | 15 september 1988 | 20 januari 1993   | R      |
| [ 3 ]                |         | Minister van Defensie                                    | William Howard Taft IV | William Howard Taft IV (1945)     | 20 januari 1989   | 20 maart 1989     | R      |
| 17                   |         | Minister van Defensie                                    | Dick Cheney            | Dick Cheney (1941)                | 20 maart 1989     | 20 januari 1993   | R      |
| 76                   |         | Minister van Justitie                                    | Dick Thornburgh        | Dick Thornburgh (1932–2020)       | 15 augustus 1988  | 15 augustus 1991  | R      |
| 77                   |         | Minister van Justitie                                    | Bill Barr              | Bill Barr (1950)                  | 15 augustus 1991  | 20 januari 1993   | R      |
| [ 3 ]                |         | Minister van Binnenlandse Zaken                          |                        | Earl Gjelde (1944)                | 20 januari 1989   | 3 februari 1993   | R      |
| 46                   |         | Minister van Binnenlandse Zaken                          | Manuel Lujan           | Manuel Lujan (1928–2019)          | 3 februari 1993   | 20 januari 1993   | R      |
|                      |         | Minister van Landbouw                                    | Vacant                 | Vacant                            | Vacant            | Vacant            | Vacant |
| 23                   |         | Minister van Landbouw                                    | Clayton Yeutter        | Clayton Yeutter (1930–2017)       | 16 februari 1989  | 1 maart 1991      | R      |
| Vacant               |         | Minister van Landbouw                                    |                        |                                   |                   |                   |        |
| 24                   |         | Minister van Landbouw                                    | Ed Madigan             | Ed Madigan (1936–1994)            | 8 maart 1991      | 20 januari 1993   | R      |
| 27                   |         | Minister van Economische Zaken                           | William Verity         | William Verity (1917–2007)        | 19 oktober 1987   | 30 januari 1989   | R      |
| 28                   |         | Minister van Economische Zaken                           | Robert Mosbacher       | Robert Mosbacher (1927–2010)      | 30 januari 1989   | 15 januari 1992   | R      |
| [ 3 ]                |         | Minister van Economische Zaken                           |                        | Rockwell Schnabel (1936)          | 15 januari 1992   | 27 februari 1992  | R      |
| 29                   |         | Minister van Economische Zaken                           | Barbara Franklin       | Barbara Franklin (1940)           | 27 februari 1992  | 20 januari 1993   | R      |
| 20                   |         | Minister van Arbeid                                      | Elizabeth Dole         | Elizabeth Dole (1936)             | 20 januari 1989   | 22 november 1990  | R      |
| Vacant               |         | Minister van Arbeid                                      |                        |                                   |                   |                   |        |
| 21                   |         | Minister van Arbeid                                      | Lynn Morley Martin     | Lynn Morley Martin (1939)         | 22 februari 1991  | 20 januari 1993   | R      |
|                      |         | Minister van Volksgezondheid en Sociale Zaken            | Vacant                 | Vacant                            | Vacant            | Vacant            | Vacant |
| 17                   |         | Minister van Volksgezondheid en Sociale Zaken            | Louis Wade Sullivan    | Louis Wade Sullivan (1933)        | 1 maart 1989      | 20 januari 1993   | O      |
| [ 3 ]                |         | Minister van Volkshuisvesting en Stedelijke Ontwikkeling |                        | Michael Dorsey (1943)             | 20 januari 1989   | 13 februari 1989  | O      |
| 9                    |         | Minister van Volkshuisvesting en Stedelijke Ontwikkeling | Jack Kemp              | Jack Kemp (1935–2009)             | 13 februari 1989  | 20 januari 1993   | R      |
|                      |         | Minister van Transport                                   | Vacant                 | Vacant                            | Vacant            | Vacant            | Vacant |
| 10                   |         | Minister van Transport                                   | Samuel Skinner         | Samuel Skinner (1938)             | 6 februari 1989   | 16 december 1991  | R      |
| Vacant               |         | Minister van Transport                                   |                        |                                   |                   |                   |        |
| 11                   |         | Minister van Transport                                   | Andrew Card            | Andrew Card (1947)                | 24 februari 1992  | 20 januari 1993   | R      |
|                      |         | Minister van Energie                                     | Vacant                 | Vacant                            | Vacant            | Vacant            | Vacant |
| 6                    |         | Minister van Energie                                     | James Watkins          | James Watkins (1927–2012)         | 1 maart 1989      | 20 januari 1993   | R      |
| 4                    |         | Minister van Onderwijs                                   | Lauro Cavazos          | Lauro Cavazos (1927–2022)         | 20 september 1988 | 12 december 1990  | D      |
| [ 3 ]                |         | Minister van Onderwijs                                   |                        | Ted Sanders (1938)                | 12 december 1990  | 22 maart 1991     | R      |
| 5                    |         | Minister van Onderwijs                                   | Lamar Alexander        | Lamar Alexander (1940)            | 22 maart 1991     | 20 januari 1993   | R      |
| 1                    |         | Minister van Veteranenzaken                              | Ed Derwinski           | Ed Derwinski (1926–2012)          | 15 maart 1989     | 26 september 1992 | R      |
| [ 3 ]                |         | Minister van Veteranenzaken                              | Anthony Principi       | Anthony Principi (1944)           | 26 september 1992 | 20 januari 1993   | R      |
| Executive Office     |         |                                                          |                        |                                   |                   |                   |        |
| Nr.                  | Functie | Functie                                                  | Ambtsbekleder          | Ambtsbekleder                     | Ambtstermijn      | Ambtstermijn      | Partij |
| 14                   |         | Stafchef van het Witte Huis                              | John Sununu I          | John Sununu I (1939)              | 20 januari 1989   | 16 december 1991  | R      |
| 15                   |         | Stafchef van het Witte Huis                              | Samuel Skinner         | Samuel Skinner (1938)             | 16 december 1991  | 23 augustus 1992  | R      |
| 16                   |         | Stafchef van het Witte Huis                              | James Baker            | James Baker (1930)                | 23 augustus 1992  | 20 januari 1993   | R      |
| 17                   |         | Nationaal Veiligheidsadviseur                            | Brent Scowcroft        | Brent Scowcroft (1925–2020)       | 20 januari 1989   | 20 januari 1993   | R      |
|                      |         | Counselor                                                | Vacant                 | Vacant                            | Vacant            | Vacant            | Vacant |
| 12                   |         | Counselor                                                | Clayton Yeutter        | Clayton Yeutter (1930–2017)       | 1 februari 1992   | 20 januari 1993   | R      |
| 26                   |         | Juridisch Adviseur                                       | Boyden Gray            | Boyden Gray (1943–2023)           | 20 januari 1989   | 20 januari 1993   | R      |
| 11                   |         | Binnenlands Beleid Adviseur                              | Roger Porter           | Roger Porter (1946)               | 20 januari 1989   | 20 januari 1993   | R      |
| 28                   |         | Directeur van het Bureau voor Management en Budget       | Richard Darman         | Richard Darman (1943–2008)        | 20 januari 1989   | 20 januari 1993   | R      |
| 18                   |         | Perschef van het Witte Huis                              | Marlin Fitzwater       | Marlin Fitzwater (1942)           | 1 februari 1987   | 20 januari 1993   | R      |
| Buitenlands Beleid   |         |                                                          |                        |                                   |                   |                   |        |
| Nr.                  | Functie | Functie                                                  | Ambtsbekleder          | Ambtsbekleder                     | Ambtstermijn      | Ambtstermijn      | Partij |
| 17                   |         | Ambassadeur bij de Verenigde Naties                      | Vernon Walters         | Vernon Walters (1917–2002)        | 22 mei 1985       | 15 maart 1989     | O      |
| 18                   |         | Ambassadeur bij de Verenigde Naties                      | Tom Pickering          | Tom Pickering (1931)              | 15 maart 1989     | 12 mei 1992       | O      |
| 19                   |         | Ambassadeur bij de Verenigde Naties                      | Edward Perkins         | Edward Perkins (1928–2020)        | 12 mei 1992       | 27 januari 1993   | O      |
|                      |         | Handels- vertegenwoordiger                               | Vacant                 | Vacant                            | Vacant            | Vacant            | Vacant |
| 10                   |         | Handels- vertegenwoordiger                               | Carla Anderson Hills   | Carla Anderson Hills (1934)       | 6 februari 1989   | 20 januari 1993   | R      |
| Agentschapen         |         |                                                          |                        |                                   |                   |                   |        |
| Nr.                  | Functie | Functie                                                  | Ambtsbekleder          | Ambtsbekleder                     | Ambtstermijn      | Ambtstermijn      | Partij |
|                      |         | Directeur van de Environmental Protection Agency         | Vacant                 | Vacant                            | Vacant            | Vacant            | Vacant |
| 7                    |         | Directeur van de Environmental Protection Agency         | William Reilly         | William Reilly (1940)             | 8 februari 1989   | 20 januari 1993   | R      |
| 15                   |         | Directeur van de Small Business Administration           | James Abdnor           | James Abdnor (1923–2012)          | 12 maart 1987     | 20 april 1989     | R      |
| 16                   |         | Directeur van de Small Business Administration           | Susan Engeleiter       | Susan Engeleiter (1952)           | 20 april 1989     | 27 maart 1991     | R      |
| 17                   |         | Directeur van de Small Business Administration           | Pat Saiki              | Pat Saiki (1930)                  | 27 maart 1991     | 20 januari 1993   | R      |
| 7                    |         | Administrateur van NASA                                  | James Fletcher         | James Fletcher (1919–1991)        | 12 mei 1986       | 8 april 1989      | O      |
| [ 3 ]                |         | Administrateur van NASA                                  | Dale Myers             | Dale Myers (1922–2015)            | 8 april 1989      | 14 mei 1989       | O      |
| 8                    |         | Administrateur van NASA                                  | Richard Truly          | Richard Truly (1937–2024)         | 14 mei 1989       | 1 april 1992      | O      |
| 9                    |         | Administrateur van NASA                                  | Daniel Goldin          | Daniel Goldin (1940)              | 1 april 1992      | 17 november 2001  | O      |
| 21                   |         | Voorzitter van de Federal Communications Commission      |                        | Dennis Patrick (1951)             | 17 april 1987     | 7 augustus 1989   | R      |
| 22                   |         | Voorzitter van de Federal Communications Commission      | Al Sikes               | Al Sikes (1939)                   | 7 augustus 1989   | 20 januari 1993   | R      |
| Inlichtingendiensten |         |                                                          |                        |                                   |                   |                   |        |
| Nr.                  | Functie | Functie                                                  | Ambtsbekleder          | Ambtsbekleder                     | Ambtstermijn      | Ambtstermijn      | Partij |
| 14                   |         | Directeur van de Central Intelligence Agency             | William Webster        | William Webster (1924–2025)       | 25 mei 1987       | 1 september 1991  | R      |
| [ 3 ]                |         | Directeur van de Central Intelligence Agency             |                        | Richard Kerr (1935)               | 1 september 1991  | 6 november 1991   | O      |
| 15                   |         | Directeur van de Central Intelligence Agency             | Robert Gates           | Robert Gates (1943)               | 6 november 1991   | 20 januari 1993   | R      |
| 4                    |         | Directeur van de Federal Bureau of Investigation         | William Sessions       | William Sessions (1930–2020)      | 2 november 1987   | 19 juli 1993      | R      |
| Economisch Beleid    |         |                                                          |                        |                                   |                   |                   |        |
| Nr.                  | Functie | Functie                                                  | Ambtsbekleder          | Ambtsbekleder                     | Ambtstermijn      | Ambtstermijn      | Partij |
| 13                   |         | Voorzitter van het Federal Reserve System                | Alan Greenspan         | Alan Greenspan (1926)             | 11 augustus 1987  | 1 februari 2006   | R      |
|                      |         | Voorzitter van de Raad van Economische Adviseurs         | Vacant                 | Vacant                            | Vacant            | Vacant            | Vacant |
| 15                   |         | Voorzitter van de Raad van Economische Adviseurs         | Michael Boskin         | Michael Boskin (1945)             | 1 februari 1989   | 20 januari 1993   | R      |
| Krijgsmacht          |         |                                                          |                        |                                   |                   |                   |        |
| Nr.                  | Functie | Functie                                                  | Ambtsbekleder          | Ambtsbekleder                     | Ambtstermijn      | Ambtstermijn      | Partij |
| 11                   |         | Chairman of the Joint Chiefs of Staff                    | William Crowe          | Admiral William Crowe (1925–2007) | 1 oktober 1985    | 30 september 1989 |        |
| 12                   |         | Chairman of the Joint Chiefs of Staff                    | Colin Powell           | General Colin Powell (1937–2021)  | 1 oktober 1989    | 30 september 1993 |        |

Washington ·
J. Adams ·
Jefferson ·
Madison ·
Monroe ·
J.Q. Adams ·
Jackson ·
Van Buren ·
W.H. Harrison ·
Tyler ·
Polk ·
Taylor ·
Fillmore ·
Pierce ·
Buchanan ·
Lincoln ·
A. Johnson ·
Grant ·
Hayes ·
Garfield ·
Arthur ·
Cleveland I ·
B. Harrison ·
Cleveland II ·
McKinley ·
T. Roosevelt ·
Taft ·
Wilson ·
Harding ·
Coolidge ·
Hoover ·
F.D. Roosevelt ·
Truman ·
Eisenhower ·
Kennedy ·
L.B. Johnson ·
Nixon ·
Ford ·
Carter ·
Reagan ·
G.H.W. Bush ·
Clinton ·
G.W. Bush ·
Obama ·
Trump I ·
Biden ·
Trump II